# Laterizacija
Laterizacija je proces ispiranja hranjivih tvari (humusa) iz tla uz povećan udio metala štetnih za biljke (aluminij, željezo i slični), izračena je u tropskim šumama poput Amazonije